# Ron Wyatt
Ronald Wyatt (2. června 1933 – 4. srpna 1999, Memphis) byl americký anesteziolog, badatel, amatérský archeolog a spisovatel.
Poté, co v novinách objevil článek pilota letícího nad pohořím Araratu a důkladném studiu a soukromých cestách k východním hranicím dnešního Turecka, se v rámci svých kontaktů seznámil s Jamesem Irwinem, astronautem Apolla 15, jedním z prvních lidí, kteří se dostali k povrchu měsíce, a dále s Dr. Johnem Boumgardnerem, profesionálním geologem a vědeckým pracovníkem, aby pomocí geologických nástrojů detekovali údajnou polohu a možný výskyt starobylého, dávného a prehistorického předmětu tvaru zaoceánského plavidla, jehož datování se odhaduje na dobu více než 2300 let př. n. l. Zvědavost odborníků nenechala na sebe dlouho čekat a začal se odehrávat scénář, jež ve spolupráci s vládními složkami turecké republiky získal podobu jedné z turistických atrakcí Turecka, země s mnoha dějinnými a architektonickými památkami.
Ron Wyatt má tři děti, dva syny a jednu dceru, dosud žijící manželku Mary Nell Lee (Wyatt), která se svým manželem Randym Lee pokračuje v práci, kterou její manžel Ron Wyatt započal. Zda jsou tyto nálezy skutečné a ověřitelné zůstane navždy otázkou co bude svět světem. Ať už jde o tradiční místa nebo další možné alternativy míst nacházejících se v nedalekém okolí, bude vždy záležet na odborné i laické veřejnosti, do jaké míry podrobí dané lokality a nálezy specifickému profesnímu zkoumání, neboť u takto starodávných nalezišť je vždy zapotřebí přinést na povrch solidně podložené důkazy. Obsáhlost úvodu ovšem nepostačí na vlastní závěr tak rozsáhlých míst, jejichž výčet je dále uveden:
Od způsobu jak byly stavěny pyramidy, přes možnou lokalitu legendárního Noemova korábu, či na dně Akabského zálivu nalezená osmi-paprsková vozová kola s ojemi faraonovy armády 19. dynastie vlády Ramesse II (pomocí podvodních kamer, více než pět set ponorů profesionálními potápěči, objev památného Šalamounova sloupu vyzdvižený na pobřeží a dodnes stojící na pláži Nuweiba, Egypt), odvěkým monumentem biblické hory Jebel Al-Lawz (h. Sinaj), neboli hory Mojžíšovy s archeologicky uzavřenými lokalitami v rozvíjejícím se developmentu království Saúdské Arábie pod názvem NEOM od r. 2020 zpřístupněnou pro turisty jiné národnosti než arabské, až po nedávno sekulárními vědci prozkoumaná města s rozlohou 5× větší než Jerusalem či 10× větší než palestinské město Jericho pod historickými názvy jako Sodoma a Gomora (viz výzkum uveřejněný ve Velké Británii z března 2022). Výčtem není zdaleka dosažen vyčerpávají seznam dalších navazujících nalezišť, na kterých se Ron jako vedoucí expedičních výprav podílel.
Ron Wyatt byl hluboce věřícím člověkem (adventistou sedmého dne) a veškerá archeologická místa hledal na základě pečlivého studia Písem svitků starého a Nového zákona, původně napsaných v hebrejském, řeckém a aramejském jazyce přeložených králem Jakubem VI a I do angličtiny s vydáním jednosvazkového formátu pod knižním titulem King James Version (Bible krále Jakuba), údajně nejpřesněji přeloženém transkriptu biblických textů do jazyka anglického.

## Ohlášené objevy:
- Prehistorický předmět tvaru gigantické zaoceánské lodě v rozměrech egyptských loktů v pohoří Ararat
- starověká města v údolí Sidon: Gomora, Sodoma, Soár, Zeboim a Admah
- okrouhlé tvary tvaru koule v rozmanitých velikostech v atomárním složení S /sulfur, síra/ v koncentraci až 95% ve všech výše zmíněných zpopelnatělých městech
- způsob stavby egyptských pyramid
- místo, kde Izraelité překročili Rudé moře (v Akabském zálivu), tzv. "podvodní most" táhnoucí se od východního pobřeží sinajského poloostrova k západnímu arabskému pobřeží v délce 12 mil
- osmipaprsková kola koňských povozů s ojemi dávné egyptské dynastie porostlými korály v Akabském zálivu v průsečíku egyptské Nuweiby a pobřeží království Saúdské Arábie
- biblickou horu Sinaj (v Saúdské Arábii - Jabal al Lawz) místními beduíny nazývána jako Mojžíšova hora s archeologickým nalezištěm egyptského typu boha býka na úpatí hory
- skála na hoře Horeb, z něhož vytryskla voda po úderu Mojžíšovou holí

a mnohé další památkové objevy souvisejících s biblickým záznamem království, postav, či artefaktů. Některé jsou umístěny v muzeích v Izraeli, Velké Británii nebo muzeu kolegů Rona Wyatta v Tennessee, USA.